# Eutolmus graecus
Eutolmus graecus là một loài ruồi trong họ Asilidae. Eutolmus graecus được Loew miêu tả năm 1871. Loài này phân bố ở vùng Cổ Bắc giới.